# (208996) Ахлис
(208996) Ахлис — очень крупный транснептуновый объект. Объект 2003 AZ84 был открыт 13 января 2003 года американскими астрономами Чадом Трухильо и Майклом Брауном Он относится к плутино.

## Орбита
Ахлис классифицируется как плутино, так как она состоит в орбитальном резонансе 2:3 с Нептуном как и Плутон. Один оборот вокруг Солнца объект совершает за 247 земных лет.

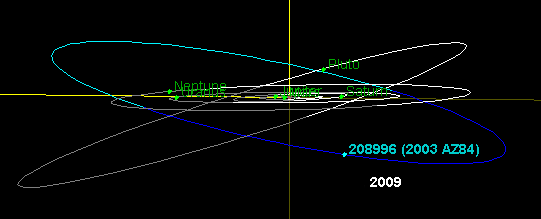
Орбита Ахлис по отношению к орбитам Нептуна и Плутона

Ахлис в настоящее время в 45,3 а.е. от Солнца и была в афелии (дальше всего от Солнца) в 1982 году. Расчёты Survey (DES) показали, что в течение следующих 10 млн лет Ахлис не будет ближе 31,6 а.е. от Солнца (будет оставаться за орбитой Нептуна).
Период вращения Ахлис точно неизвестен, но предположительно составляет около 6,7 часа.

## Физические характеристики
Согласно данным телескопа Спитцер альбедо Ахлис составляет 0,07÷0,16 и, соответственно, размер 686±96 км. До того её альбедо, по данным телескопов Spitzer и Hershel оценивалось в 0,07±0,02, а диаметр предполагался равным 910±60 км. По другим данным, альбедо объекта — 0,107+0,023
−0,016, а диаметр — 727,0+61,9
−66,5 км. Покрытие звезды в 2010 году позволило установить, что нижний предел диаметра Ахлис составляет 573 ±21 км. Размер объекта по данным покрытия 2012 года составляет 795,6±149,8×795,6 км, соответственно альбедо — 0,09 ±0,03. Из-за крупных размеров Ахлис классифицируется как кандидат в карликовые планеты. Точная масса объекта неизвестна, но, вероятно, она лежит в пределах 3—5 ×1020 кг. По результатам покрытий 4-х звёзд 8 января 2011 года, 3 февраля 2012 года, 2 декабря 2013 года и 15 ноября 2014 года выяснилось, что Ахлис имеет неправильную форму размером 940 ± 40 × 766 ± 20 × 490 ± 16 км (средний диаметр 585 км). Период вращения вокруг оси составляет 6,75 ч, средняя плотность ρ = 0,87±0,01 г/см³, геометрическое альбедо pV = 0,097±0,009.
Спектр и цвет Ахлис очень похожи на параметры Орка, другого кандидата в плутоиды. Оба объекта имеют похожий спектр и умеренно сильных полос поглощения водяного льда в инфракрасной области, хотя Ахлис имеет более низкий альбедо. У обоих тел слабое поглощение в области 2,3 мкм, которые могут быть вызваны наличием гидратов аммиака или метанового льда.

## Спутник
На снимках космического телескопа «Хаббл», сделанных 2 декабря 2005 года, у Ахлис был открыт спутник (208996) 2003 AZ84 1, который обращается на расстоянии около 7,2 тыс. км от основного тела. Диаметр (208996) 2003 AZ84 1 составляет 72±12 км.